# Christian Bernhard Albinus
Pour les articles homonymes, voir Albinus.
Christian Bernhard Albinus est un médecin allemand, né à Berlin en 1699. Il est mort à Utrecht le 5 avril 1752. 
Il est le fils de Bernhard Albinus (1653-1721) et le frère de Bernhard Siegfried Albinus (1697-1770) et de Frederik Bernard Albinus (1715-1778).

## Biographie
Reçu docteur en médecine en 1724, il fut nommé professeur de médecine à l'université d'Utrecht et fut élu député de cette ville à l'assemblée des États généraux en 1750.

## Travaux
On a de lui plusieurs opuscules où il démontre par de nombreux exemples combien il est utile d'ouvrir les cadavres pour s'éclairer sur les causes et les effets des maladies : 
- De anatome errores detegente in medicina (1723)